# Почётное революционное Красное Знамя

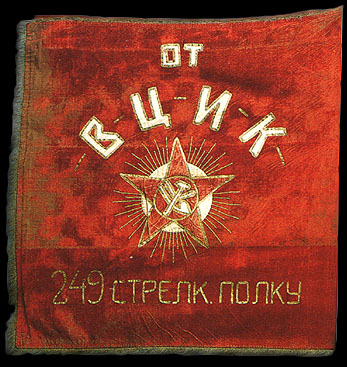
Почётное революционное Красное Знамя 249-го стрелкового полка РККА

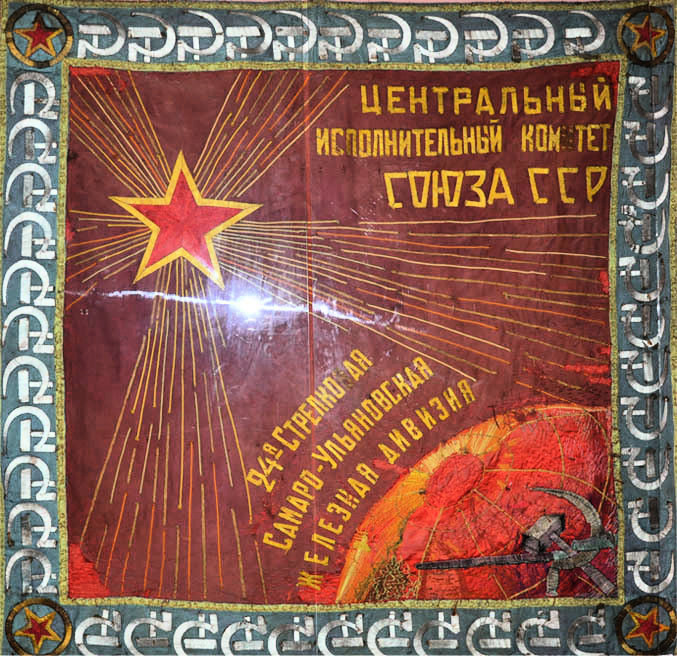
Наградное знамя ЦИК СССР, врученное 24-й Железной Самаро-Ульяновской дивизии в 1927 году. Служило боевым Красным Знаменем 24-й Самаро-Ульяновской Железной дважды Краснознамённой стрелковой дивизии, в годы Великой Отечественной войны.

Почётное революционное Красное Знамя — знак отличия и особый вид боевой награды для воинских частей, соединений и объединений РККА и кораблей советского военно-морского флота за боевые отличия, массовый героизм и выдающиеся заслуги в деле военной защиты страны.

## История
Первые случаи торжественного вручения красных знамён в качестве знака отличия или награды имели место уже в 1917 году.
3 августа 1918 года Почётное революционное Красное знамя было официально утверждено в качестве государственной награды приказом наркомата по военным делам РСФСР. 
Изначально предусматривалось, что знаменем могли быть награждены артиллерийские батареи, кавалерийские эскадроны, батальоны, дивизионы, полки, бригады, дивизии, армии, а также отряды, бронепоезда, корабли, военные учебные заведения и города.
Первыми награждёнными стали 5-й Земгальский латышский стрелковый полк (20 августа 1918 года) и Николаевский полк (4 октября 1918 года).
18 марта 1920 года Всероссийский центральный исполнительный комитет утвердил "Положение о награждении воинских формирований Почётным революционным Красным знаменем", которое устанавливало, что Почётное революционное Красное знамя одновременно является боевым знаменем воинской части и что за повторное отличие части и соединения, уже награждённые Почётным революционным Красным знаменем, награждались орденом Красного Знамени, прикреплявшимся к знамени.
15 мая 1920 года приказом Реввоенсовета был утверждён порядок представления к награждению Почётным революционным Красным знаменем.
17 мая 1920 года приказом Реввоенсовета был утверждён единый образец Почётного революционного Красного знамени.
Всего за боевые отличия в гражданской войне были награждены свыше 300 частей, соединений, кораблей и военных учебных заведений, в том числе Балтийский флот, Отдельная Кавказская армия, Таманская армия, 12-я армия, 36 дивизий, 263 частей и военных учебных заведений, а также пролетариат трёх городов (Петрограда, Оренбурга и Царицына).
Кроме того, памятным Красным знаменем МНР в декабре 1924 года была награждена 5-я армия - за помощь Монгольской народно-революционной армии в разгроме действовавших на территории Монголии войск Р. фон Унгерна-Штернберга.
В том же 1924 году Почётным революционным Красным знаменем был награждён ледокольный пароход "Красный Октябрь" (в чрезвычайно сложных условиях доставивший гидрографическую экспедицию Б. В. Давыдова из Владивостока на остров Врангеля).
За боевые отличия в ходе боевых действий на КВЖД в 1929 году Почётным революционным Красным знаменем были награждены Особая Дальневосточная армия, 21-я Пермская стрелковая дивизия и 63-й стрелковый полк.
27 ноября 1932 года президиум ВЦИК СССР принял постановление о награждении Почётным революционным Красным знаменем войсковых частей и соединений за боевые заслуги или за высокие успехи в боевой подготовке в мирное время. В соответствии с постановлением, награждение Почётным революционным Красным Знаменем предусматривалось для воинских частей и соединений РККА, а для кораблей и соединений кораблей предусматривалось награждение Почётным революционным Военно-морским флагом. Награждённые корабли, части и соединения получали почётное наименование Краснознамённых.
27 мая 1935 года постановлением ЦИК СССР и СНК СССР "О Военно-морских флагах Союза ССР" был установлен вид Почётного революционного Военно-морского флага: "Почётный революционный Военно-морской флаг представляет собой Военно-Морской Флаг СССР, на котором поверх Красной Звезды помещено изображение ордена Красного Знамени, высота ордена Красного Знамени равна 2/3 диаметра Красной Звезды".
5 мая 1964 года указом № 2473-VI президиума Верховного Совета СССР постановления о Почётном революционном Красном знамени были отменены.
В 1967 году в СССР были утверждены памятные знамёна и переходящие Красные знамёна.
Кроме того, 22 июня 1972 года был учреждён Юбилейный почётный знак в ознаменование 50-летия образования Союза ССР, которым были награждены наиболее отличившиеся воинские части, корабли, соединения, учреждения и военно-учебные заведения СССР, добившиеся самых высоких показателей боевой и политической подготовки по итогам 1972 года.
10 ноября 1987 года Памятным знаменем ЦК НДПА, Революционного Совета и Совета министров Демократической Республики Афганистан был награждён ограниченный контингент советских войск в Афганистане (вручение знамени состоялось на торжественной церемонии в Кабуле с участием командования ОКСВА и посла СССР в Афганистане П. П. Можаева).

## Награждённые

### Воинские части и соединения
- 1-я Московская Пролетарская стрелковая дивизия[12]
- 1-я кавалерийская Запорожская Червонного казачества дивизия имени французской компартии[13].
- 1-я стрелковая Кавказская дивизия награждена в ознаменование 10-летия РККА и за боевые заслуги на фронтах Гражданской войны (протокол № 41 заседания Президиума ЦИК СССР 4 созыва 29 февраля 1928 г.).[14]
- 1-й кавалерийский полк 42-й стрелковой дивизии — отличившиеся в ходе Донбасской операции в начале 1920 года[15]
- 2-я военная школа летчиков[16]
- 2-я стрелковая Белорусская дивизия имени М. В. Фрунзе[13]
- 2-я стрелковая Кавказская дивизия имени Стёпина[13]
- 2-я кавалерийская Ленинградская дважды Краснознамённая (Почетное Революционное Красное Знамя и орден Красного Знамени)[13] дивизия
- 3-я Бессарабская ордена Ленина, дважды Краснознамённая кавалерийская дивизия имени Г. И. Котовского[13]
- 3-я истребительная авиационная эскадрилья УВО — награждена в ознаменование десятилетия и безусловные достижения в боевой подготовке постановлением ЦИК СССР от 27 марта 1932 г.
- 4-я стрелковая дивизия имени германского пролетариата[13]
- 5-я Кубанская кавалерийская дивизия — за рейд 14 — 18 октября 1920 года по тылам 3-го Донского кавалерийского корпуса[17]
- 5-й Земгальский латышский стрелковый полк (20 августа 1918 года)[1]
- 5-й Туркестанский стрелковый полк — в 1922 году[18]
- 6 кавалерийская Чонгарская Красная дивизия [13]
- 6-я стрелковая Орловско-Хинганская дважды Краснознамённая, ордена Суворова дивизия
- 7-я стрелковая дивизия — за мужество и героизм при прорыве из окружения у станции Ирша в ночь на 1 мая 1920 года, в ходе которого дивизия захватила 28 артиллерийских орудий и 23 пулемёта, а также обеспечила возможность отвода 30 эшелонов войскового имущества[19]
- 8-я стрелковая Минская дивизия имени т. Дзержинского[13]
- 8-й стрелковый полк, 1-й и 2-й кавалерийские полки и 1-я конно-горная батарея 1-й отдельной кавалерийской бригады Гиссарского экспедиционного отряда, в конце 1920 — феврале 1921 года действовавшие в Восточной Бухаре против отрядов басмачей[20]
- 9-й воздухоплавательный отряд, отличившийся в боях на Крымском полуострове[21] (первая из воздухоплавательных частей, удостоенная этой награды)[22]
- 10-я кавалерийская Майкопская дивизия имени Коминтерна Молодежи[13]
- 11-я стрелковая Ленинградская дивизия[13]
- 15-я стрелковая Сивашская дивизия 29 февраля 1928 года награждена в ознаменование 10-летия РККА и за боевые заслуги на фронтах Гражданской войны.[23]
- 17-я стрелковая Нижегородская дивизия[13]
- 18-я стрелковая Ярославская дивизия[13]
- 21-я стрелковая Пермская дивизия[24].
- 24-я стрелковая Самаро-Ульяновская железная дивизия[13]
- 25-я стрелковая Чапаевская дивизия[13]
- 26-я стрелковая Златоустовская дивизия[13]
- 27-я стрелковая Омская дивизия имени итальянского пролетариата[13]
- 30-я Иркутская, ордена Ленина, трижды Краснознамённая стрелковая дивизия имени Верховного Совета РСФСР (до 3 декабря 1938 года, имени Всероссийского Центрального Исполнительного Комитета)
- 26-я стрелковая Сибирская дивизия[13]
- 40-я авиационная бригада имени т. Ворошилова[25]
- 44-я стрелковая Киевская дивизия[13]
- 45-я и 58-я стрелковые дивизии 12-й армии — за 600-верстный рейд по тылам противника в сентябре 1919 года[26]
- 43-й стрелковый полк 5-й стрелковой дивизии, в июле 1919 года в боях в районе Верхнего Уфалея разгромивший силы противника и взявший 1,1 тыс. пленных, 12 пулемётов и обоз[27]
- 50-й стрелковый полк 60-й стрелковой дивизии, отличившийся в бою за город Черкассы[15]
- 53-й Туркестанский автобронеотряд, бронепоезд № 28 и 1-я батарея 2-го отдельного тяжёлого артиллерийского дивизиона, отличившиеся в ходе Бухарской операции 29 августа — 2 сентября 1920 года[28]
- 56-я стрелковая Московская дивизия[13]
- 63 стрелковый полк 21 стрелковой Пермской дивизии[24]
- 84 кавалерийский Туркестанский полк — за подвиги, совершенные в 1927 году при ликвидации басмаческих шаек Джунаид-Хана[29]
- 96-й Кубанский кавалерийский полк 16-й кавалерийской дивизии, 2-я батарея 2-го лёгкого артиллерийского дивизиона 12-й стрелковой дивизии, 3-й Саратовский кавалерийский полк 2-й кавалерийской дивизии, 1-й кавалерийский полк 28-й стрелковой дивизии и 1-й Дагестанский стрелковый полк, отличившиеся в боях на Северном Кавказе[30]
- 108 стрелковый Белорецкий полк 36 стрелковой Забайкальской дивизии[24]
- 191-й стрелковый полк 22-й стрелковой дивизии — отличившийся в боях Хопёро-Донской операции 21 — 30 ноября 1919 года[31]
- 228-й, 229-й и 240-й стрелковые полки 26-й стрелковой дивизии — за взятие Златоуста 13 июля 1919 года[32]
- 262-й стрелковый полк 30-й стрелковой дивизии, 1 — 2 января 1920 года перекрывший пути отхода 7-й и 11-й Уральских дивизий армии Колчака, после чего они были вынуждены сдаться[33]
- 371-й стрелковый полк 42-й стрелковой дивизии — отличившиеся в ходе Донбасской операции в начале 1920 года[15]
- 372-й и 376-й стрелковые полки 42-й стрелковой дивизии — отличившийся в бою за Купянск 16 декабря 1919 года[31]
- 374-й и 375-й стрелковые полки 42-й стрелковой дивизии — за мужество и героизм, проявленные в ходе Орловско-Курской операции в октябре — ноябре 1919 года[34]
- 442-й стрелковый полк 49-й стрелковой дивизии, отличившийся в обороне города Ставрополь 10 марта 1920 года, на который наступали войска 4-го Кубанского корпуса Кавказской армии генерала В. Л. Покровского[30]
- 457-й стрелковый полк 51-й стрелковой дивизии — в трёхдневных боях на Каховском плацдарме в августе 1920 года остановивший наступление частей кавалерийского корпуса генерала Барбовича, наступавших на позиции полка при поддержке бронеавтомобилей и артиллерии[35].
- Бурято-Монгольский национальный кавалерийский дивизион[24]
- Иваново-Вознесенская пехотная школа имени М. В. Фрунзе — за боевые заслуги в тяжелые годы гражданской войны[29]
- Кавалерийские курсы усовершенствования командного состава РККА — за активное участие в боях в период гражданской войны и успешное выполнение задач по подготовке квалифицированных командиров Красной конницы ко дню XV-летнего юбилея курсов[36], [37]
- канонерская лодка «Геройский» Днепровской военной флотилии (до 6 октября 1919 года — пароход «Аполлон») — за отвагу и героизм, проявленные в бою 2 июня 1920 года при прорыве через Лоевские укреплённые позиции[38]
- Военно-морское училище имени М. В. Фрунзе (13 октября 1936 года)
- Латышская стрелковая дивизия и 8-я кавалерийская дивизия, 12 декабря 1919 года взявшие Харьков[31]
- Николаевский полк (4 октября 1918 года)[2]
- Объединённая Среднеазиатская школа имени В. И. Ленина — 7 марта 1933 года
- Омская пехотная школа имени М. В. Фрунзе — 15 сентября 1930 года
- Торжокская военная железнодорожная школа и пять железнодорожных дивизионов железнодорожных войск РККА — за самоотверженную работу по восстановлению железных дорог страны (в соответствии с приказом Реввоенсовета № 258 от 31 января 1921 года)[39]
- Химические курсы усовершенствования командного состава РККА[40],[41]
- эсминец «Карл Либкнехт» Волжско-Каспийской военной флотилии, в бою у форта Александровский в марте 1920 года заставивший отступить крейсеры «Милютин» и «Опыт»[30]

### Города и территории
Почётным революционным Красным Знаменем награждены города:
- Царицын (Постановление ВЦИК от 17 мая 1919 года)
- Петроград (Постановление VII Всероссийского съезда Советов, декабрь 1919 года)[42]
- Оренбург (Постановление ВЦИК от 8 октября 1920 года)

Кроме того, Почётным знаменем ВУЦИК в 1921 году было награждено население Ахтырки и Ахтырского уезда.

### Прочее
Памятное знамя "Турксибовцы - железнодорожникам Восточной Пруссии". После окончания первой мировой войны, в соответствии с Версальским мирным договором Польша получила выход к побережью Балтийского моря - и Восточная Пруссия стала изолированным регионом Веймарской республики. В результате, несмотря на рост популярности НСДАП, в начале 1930х годов на железной дороге Восточной Пруссии действовала сильная организация Коммунистической партии Германии. Немецкие коммунисты и другие рабочие-железнодорожники Восточной Пруссии оказали помощь в восстановлении железнодорожного транспорта СССР, и в начале 1930х годов советские железнодорожники Туркестано-Сибирской магистрали отправили им Красное знамя, изготовленное из алого бархата с надписью "Turksib - den Eisenbahner Ostpreussens". Однако 30 января 1933 года президент Пауль фон Гинденбург назначил на должность рейхсканцлера Адольфа Гитлера, после поджога рейхстага 27 февраля 1933 года (в котором обвинили коммунистов) начались репрессии и аресты в отношении немецких коммунистов и их сторонников, а после выборов в рейхстаг 5 марта 1933 года деятельность КПГ была запрещена. Но это знамя было спрятано и сохранено кем-то из железнодорожников в тайнике в подвале дома в Кенигсберге (после окончания войны и завершения разминирования местности, когда начался ремонт разрушенных зданий, оно было обнаружено, передано в Калининградский областной краеведческий музей - и стало частью экспозиции этого музея).